# آرثر هال (عسكري)
آرثر هال (بالإنجليزية: Arthur Hall)‏ هو عسكري أسترالي، ولد في 11 أغسطس 1896 في Granville, New South Wales ‏ في أستراليا، وتوفي في 25 فبراير 1978 في Nyngan ‏ في أستراليا.